# J.A. Happ
James Anthony Happ (Peru, 19 ottobre 1982) è un giocatore di baseball statunitense, lanciatore partente per i St. Louis Cardinals della Major League Baseball.

## Biografia
Happ è nato e cresciuto a Peru, Illinois assieme alle sue due sorelle maggiori. Ancor prima di ottenere il diploma alla St. Bede Academy, nella sua città natale; si era iscritto alla Northwestern University di Evanston, che ha frequentato per tre anni.

## Carriera

### Minor League Baseball (MiLB)

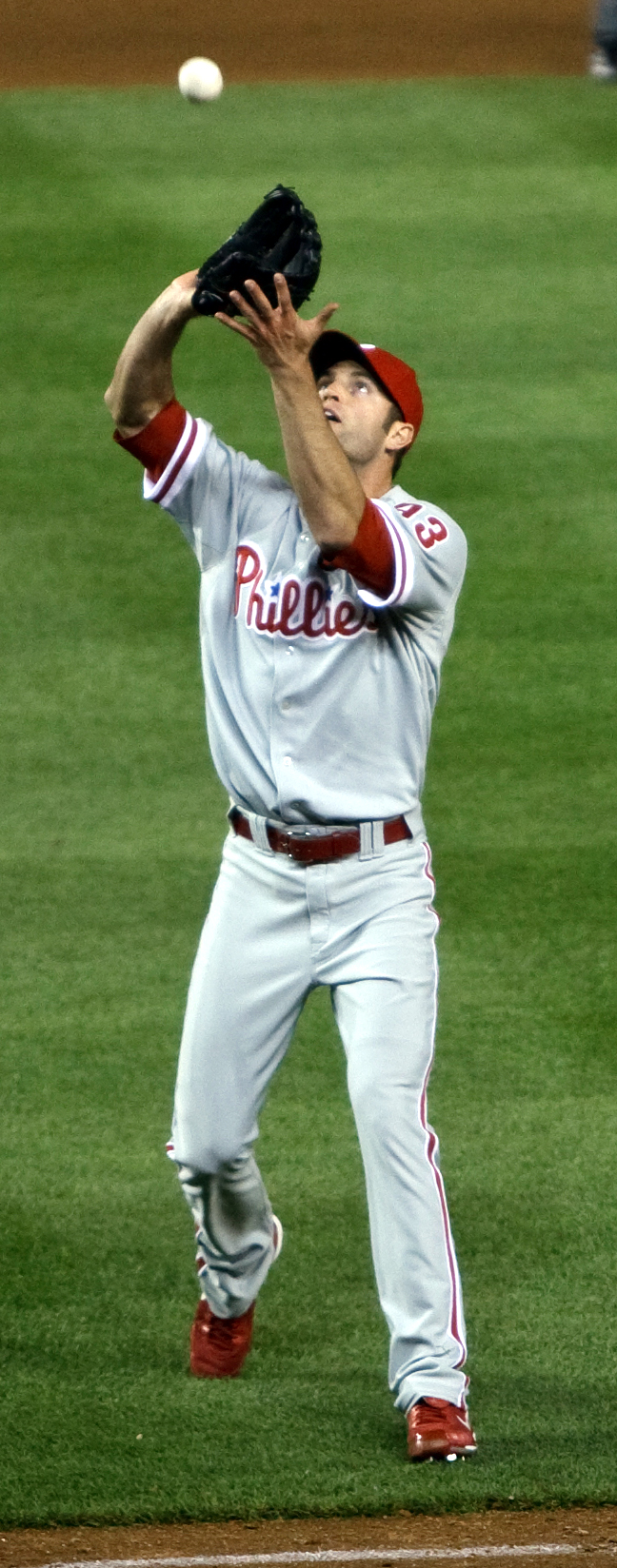
Happ con i Phillies nel 2009

Happ venne selezionato nel 3º turno, come 92ª scelta assoluta del draft MLB 2004, dai Philadelphia Phillies, che lo assegnarono in classe A-breve. Nel 2005 giocò in classe A mentre nel 2006 divise la stagione tra classe A-avanzata e Doppia-A. Iniziò la stagione 2007 in Tripla-A.

### Major League Baseball (MLB)
Happ debuttò nella MLB il 30 giugno 2007, al Citizens Bank Park di Philadelphia, contro i New York Mets. Concluse la sua stagione la sola partita d'esordio giocata nella MLB e 24 partite giocate nella Tripla-A della MiLB. Nel 2008 partecipò al post-stagione con i Phillies diventando anche lui campione delle World Series.
Il 29 luglio 2010, i Phillies scambiarono Happ, assieme ai giocatori di minor league Anthony Gose e Jonathan Villar, con gli Houston Astros in cambio di Roy Oswalt.
Il 20 luglio 2012, gli Astros scambiarono Happ, Brandon Lyon e David Carpenter con i Toronto Blue Jays per Francisco Cordero, Ben Francisco, Asher Wojciechowski, David Rollins, Joe Musgrove, Carlos Pérez e Kevin Comer.
Il 3 dicembre 2014, i Blue Jays scambiarono Happ con i Seattle Mariners in cambio di Michael Saunders. Il 31 luglio 2015, venne nuovamente scambiato, questa volta con i Pittsburgh Pirates in cambio di Adrian Sampson. Al termine della stagione divenne free agent, e il 27 novembre 2015, firmò un contratto triennale del valore di 36 milioni con i Blue Jays.
Nel 2018 venne convocato per la prima volta per l'All-Star Game.
Il 26 luglio 2018, i Blue Jays scambiarono Happ con i New York Yankees in cambio di Brandon Drury e Billy McKinney. Il 29 ottobre terminata la stagione divenne free agent.
Il 17 dicembre 2018, Happ sottoscrisse con gli Yankees un contratto biennale con un'opzione per la stagione 2021.
Il 20 gennaio 2021, Happ firmò un contratto annuale del valore di 8 milioni di dollari con i Minnesota Twins.
Il 30 luglio 2021, i Twins scambiarono Happ assieme a una somma in denaro con i St. Louis Cardinals per John Gant e il giocatore di minor league Evan Sisk.

## Nazionale
Happ partecipò con la Nazionale Statunitense al World Baseball Classic 2017, diventandone campione.

## Palmarès

### Club
- World Series: 1

Philadelphia Phillies: 2008

### Individuale
- MLB All-Star: 1

2018

### Nazionale
- World Baseball Classic:  Medaglia d'Oro

Team USA: 2017